# Эдни, Спайк
Спайк Э́дни (англ. Spike Edney, настоящее имя Фи́лип Э́дни англ. Philip Edney; 11 декабря 1951) — британский музыкант, играющий на множестве разных инструментов, в основном на синтезаторе и клавишных. Он играл со многими группами и музыкантами, наиболее известным стало сотрудничеством с группой Queen, из-за чего Эдни иногда называли пятым членом группы.